# Szereg łączeniowy
Szereg łączeniowy (ang. comutating sequence) - szereg określonych czynności łączeniowych lub (i) cykli łączeniowych łącznika przedzielonych określonymi odstępami czasu.